# Croton artibonitensis
Espèce
Classification APG III (2009)
Croton artibonitensis est une espèce de plantes à fleurs du genre Croton et de la famille des Euphorbiaceae, présente à Haïti.